# Copa Centro-Americana de Voleibol Feminino
A Copa Centro-Americana de Voleibol Feminino é uma competição continental organizada pela AFECAVOL, associação sub-zonal da NORCECA.

## História
Sua primeira edição ocorreu em 1974, em El Salvador, tendo duas edições consecutivas em 1976 e 1977, na Costa Rica e na Guatemala, respectivamente. Após um hiato de dez anos, retornou em 1987, realizando-se a cada dois anos ímpares até 1999.
A partir de 2000, a AFECAVOL passa a realizar o torneio em anos pares, também a cada dois anos. Apenas em 2016 houve adiamento, com o torneio sendo realizado em 2017. A Copa voltou a ser realizada em anos anos em 2018, coincidindo com os anos de realização do Campeonato NORCECA.
O Panamá foi o primeiro campeão da competição, possuindo ao todo dois títulos. Seguem-no, Honduras, com um único título, e a Costa Rica, maior força do voleibol feminino da América Central, com dezoito taças.

## Vencedores

### Quadro de Medalhas
| Ordem | País        | Medalha de ouro | Medalha de prata | Medalha de bronze | Total |
| ----- | ----------- | --------------- | ---------------- | ----------------- | ----- |
| 1     | Costa Rica  | 19              | 1                | 0                 | 20    |
| 2     | Panamá      | 2               | 2                | 0                 | 4     |
| 3     | Honduras    | 1               | 2                | 3                 | 6     |
| 4     | Guatemala   | 0               | 9                | 4                 | 13    |
| 5     | Nicarágua   | 0               | 7                | 9                 | 16    |
| 6     | Belize      | 0               | 1                | 0                 | 1     |
| 7     | El Salvador | 0               | 0                | 6                 | 6     |